# Шековичи (община)
Шековичи (на сръбски: Општина Шековићи) е община, разположена в Република Сръбска, част от Босна и Херцеговина. Неин административен център е град Шековичи. Общата площ на общината е 218,79 км2. Населението ѝ през 2004 година е 10 167 души.
По преброяване от октомври 2013 г. населението наброява 6323 души.